# Mikey Johnston
Michael Andrew Johnston (ur. 19 kwietnia 1999 w Glasgow) – irlandzki piłkarz występujący na pozycji napastnika w szkockim klubie Celtic, którego jest wychowankiem. Młodzieżowy reprezentant Szkocji.